# Ruellia spatulifolia
Ruellia spatulifolia är en akantusväxtart som beskrevs av Raymond Benoist. Ruellia spatulifolia ingår i släktet Ruellia och familjen akantusväxter. Inga underarter finns listade i Catalogue of Life.